# Municipio 10 Lemley
El municipio 10 Lemley (en inglés: Township 10, Lemley) es un municipio ubicado en el  condado de Mecklenburg en el estado estadounidense de Carolina del Norte. En el año 2010 tenía una población de 24.801 habitantes.

## Geografía
El municipio 10 Lemley se encuentra ubicado en las coordenadas 35°27′16.52″N 80°55′31.36″O / 35.4545889, -80.9253778.